# Босанський Петроваць
Босанський Петроваць  (босн., серб. і хорв. Bosanski Petrovac / Босански Петровац), з 31 жовтня 1992 по 15 вересня 1995 називався просто Петроваць) — місто в Боснії та Герцеговині, розташоване в одноіменній громаді на північному заході Федерації Боснії та Герцеговини в Унсько-Санському кантоні. Населення за попередніми даними 2013 року складає 7946 осіб.